# Major League Soccer 2019
La Major League Soccer 2019 è stata la ventiquattresima edizione del campionato di calcio nordamericano.
In questa edizione il numero di partecipanti è aumentato da 23 a 24, visto l'ingresso di FC Cincinnati.
Il torneo è iniziato il 2 marzo 2019 ed è terminato il 10 novembre 2019. I Seattle Sounders hanno vinto la competizione per la seconda volta nella loro storia.

## Formula
Le squadre sono divise in due conference, la “Western Conference” e la “Eastern Conference”, in base alla loro posizione geografica.
Lo svolgimento del torneo avviene in due fasi: stagione regolare e play-off. Il campionato non si svolge con la formula dell'andata e ritorno ma ogni club incontra gli altri un numero variabile di volte: ogni squadra incontra una volta le squadre dell'altra conference, due volte le squadre della propria conference (andata e ritorno), fino ad arrivare a un totale di 34 partite, 17 in casa e 17 fuori. Vengono assegnati tre punti per ogni vittoria e un punto per ogni pareggio.
Da quest'anno cambiano i criteri per l'accesso ai play-off: la prima classificata di ogni conference si qualifica direttamente per i quarti di finale, mentre le squadre dal secondo al settimo posto disputano un turno preliminare. Tutti i turni si disputano con incontri di sola andata a eliminazione diretta, sul campo della formazione meglio piazzatasi nel corso della stagione regolare.
Similmente alle altre grandi leghe americane di sport professionistici, non è prevista alcuna retrocessione né promozione. Il campionato si svolge tra marzo e novembre dell'anno solare.
Si qualificano alla CONCACAF Champions League 2020 la vincitrice della MLS Cup, la vincitrice del Supporters' Shield (cioè la squadra con più punti al termine della stagione regolare) e l'altra vincitrice di conference. A queste si aggiunge la vincitrice della coppa nazionale, la Lamar Hunt U.S. Open Cup. Se una squadra occupa più di una di queste posizioni si scorre la classifica della stagione regolare fino alla prima non qualificata. Stesso procedimento se una posizione utile è occupata da una squadra canadese, visto che queste ultime si qualificano alla Champions League tramite il Canadian Championship.

## Partecipanti
| Club                | Stagione | Città          | Stadio                                     | Stagione 2018                                       |
| ------------------- | -------- | -------------- | ------------------------------------------ | --------------------------------------------------- |
| Atlanta United      | dettagli | Atlanta        | Mercedes-Benz Stadium                      | 2º nella Eastern Conference Vincitore della MLS Cup |
| Chicago Fire        | dettagli | Chicago        | SeatGeek Stadium (Bridgeview)              | 10º nella Eastern Conference                        |
| FC Cincinnati       | dettagli | Cincinnati     | Nippert Stadium                            | Esordiente                                          |
| Colorado Rapids     | dettagli | Denver         | Dick's Sporting Goods Park (Commerce City) | 11º nella Western Conference                        |
| Columbus Crew       | dettagli | Columbus       | Mapfre Stadium                             | 5º nella Eastern Conference                         |
| FC Dallas           | dettagli | Dallas         | Toyota Stadium (Frisco)                    | 4º nella Western Conference                         |
| D.C. United         | dettagli | Washington     | Audi Field                                 | 4º nella Eastern Conference                         |
| Houston Dynamo      | dettagli | Houston        | BBVA Stadium                               | 9º nella Western Conference                         |
| Los Angeles FC      | dettagli | Los Angeles    | Banc of California Stadium                 | 3º nella Western Conference                         |
| LA Galaxy           | dettagli | Los Angeles    | Dignity Health Sports Park (Carson)        | 7º nella Western Conference                         |
| Minnesota Utd       | dettagli | Saint Paul     | Allianz Field                              | 10º nella Western Conference                        |
| Montréal Impact     | dettagli | Montréal       | Stade Saputo                               | 7º nella Eastern Conference                         |
| N.E. Revolution     | dettagli | Foxborough     | Gillette Stadium                           | 8º nella Eastern Conference                         |
| New York City       | dettagli | New York       | Yankee Stadium                             | 3º nella Eastern Conference                         |
| N.Y. Red Bulls      | dettagli | New York       | Red Bull Arena (Harrison, NJ)              | Vincitore del MLS Supporters' Shield                |
| Orlando City        | dettagli | Orlando        | Exploria Stadium                           | 11º nella Eastern Conference                        |
| Philadelphia Union  | dettagli | Filadelfia     | Talen Energy Stadium (Chester)             | 6º nella Eastern Conference                         |
| Portland Timbers    | dettagli | Portland       | Providence Park                            | 5º nella Western Conference                         |
| Real Salt Lake      | dettagli | Salt Lake City | Rio Tinto Stadium (Sandy)                  | 6º nella Western Conference                         |
| S.J. Earthquakes    | dettagli | San Jose       | Avaya Stadium                              | 12º nella Western Conference                        |
| Seattle Sounders    | dettagli | Seattle        | CenturyLink Field                          | 2º nella Western Conference                         |
| Sporting K.C.       | dettagli | Kansas City    | Children's Mercy Park                      | 1º nella Eastern Conference                         |
| Toronto FC          | dettagli | Toronto        | BMO Field                                  | 9º nella Eastern Conference                         |
| Vancouver Whitecaps | dettagli | Vancouver      | BC Place                                   | 8º nella Western Conference                         |

### Allenatori
| Club                | Allenatore                                                                                               |
| ------------------- | --- |
| Atlanta United      | Frank de Boer                                                                                            |
| Chicago Fire        | Veljko Paunović                                                                                          |
| FC Cincinnati       | Alan Koch (fino al 7 maggio) Yoann Damet (dal 7 maggio al 4 agosto) Ron Jans (dal 4 agosto)              |
| Colorado Rapids     | Anthony Hudson (fino al 1º maggio) Conor Casey (dal 1º maggio al 25 agosto) Robin Fraser (dal 25 agosto) |
| Columbus Crew       | Caleb Porter                                                                                             |
| FC Dallas           | Luchi Gonzalez                                                                                           |
| D.C. United         | Ben Olsen                                                                                                |
| Houston Dynamo      | Wilmer Cabrera (fino al 13 agosto) Davy Arnaud (dal 13 agosto)                                           |
| Los Angeles FC      | Bob Bradley                                                                                              |
| LA Galaxy           | Guillermo Barros Schelotto                                                                               |
| Minnesota United    | Adrian Heath                                                                                             |
| Montréal Impact     | Rémi Garde (fino al 21 agosto) Wilmer Cabrera (dal 21 agosto)                                            |
| N.E. Revolution     | Brad Friedel (fino al 9 maggio) Bruce Arena (dal 14 maggio)                                              |
| New York City       | Domènec Torrent                                                                                          |
| N.Y. Red Bulls      | Chris Armas                                                                                              |
| Orlando City        | James O'Connor                                                                                           |
| Philadelphia Union  | Jim Curtin                                                                                               |
| Portland Timbers    | Giovanni Savarese                                                                                        |
| Real Salt Lake      | Mike Petke (fino al 10 agosto) Freddy Juarez (dal 10 agosto)                                             |
| S.J. Earthquakes    | Matías Almeyda                                                                                           |
| Seattle Sounders    | Brian Schmetzer                                                                                          |
| Sporting K.C.       | Peter Vermes                                                                                             |
| Toronto FC          | Greg Vanney                                                                                              |
| Vancouver Whitecaps | Marc Dos Santos                                                                                          |

## Classifiche regular season

### Eastern Conference
|  | Pos. | Squadra            | Pt | G  | V  | N  | P  | GF | GS | DR  |
|  | ---- | ------------------ | -- | -- | -- | -- | -- | -- | -- | --- |
|  | 1.   | New York City      | 64 | 34 | 18 | 10 | 6  | 63 | 42 | +21 |
|  | 2.   | Atlanta United     | 58 | 34 | 18 | 4  | 12 | 58 | 43 | +15 |
|  | 3.   | Philadelphia Union | 55 | 34 | 16 | 7  | 11 | 58 | 50 | +8  |
|  | 4.   | Toronto FC         | 50 | 34 | 13 | 11 | 10 | 57 | 52 | +5  |
|  | 5.   | D.C. United        | 50 | 34 | 13 | 11 | 10 | 42 | 38 | +4  |
|  | 6.   | N.Y. Red Bulls     | 48 | 34 | 14 | 6  | 14 | 53 | 51 | +2  |
|  | 7.   | N.E. Revolution    | 45 | 34 | 11 | 12 | 11 | 50 | 57 | -7  |
|  | 8.   | Chicago Fire       | 42 | 34 | 10 | 12 | 12 | 55 | 47 | +8  |
|  | 9.   | Montréal Impact    | 41 | 34 | 12 | 5  | 17 | 47 | 60 | -13 |
|  | 10.  | Columbus Crew      | 38 | 34 | 10 | 8  | 16 | 39 | 47 | -8  |
|  | 11.  | Orlando City       | 37 | 34 | 9  | 10 | 15 | 44 | 52 | -8  |
|  | 12.  | FC Cincinnati      | 24 | 34 | 6  | 6  | 22 | 31 | 75 | -44 |

Legenda:
      Ammessa alle semifinali di Conference dei play-off.
      Ammesse al primo turno dei play-off.

### Western Conference
|  | Pos. | Squadra             | Pt | G  | V  | N  | P  | GF | GS | DR  |
|  | ---- | ------------------- | -- | -- | -- | -- | -- | -- | -- | --- |
|  | 1.   | Los Angeles FC      | 72 | 34 | 21 | 9  | 4  | 85 | 37 | +48 |
|  | 2.   | Seattle Sounders    | 56 | 34 | 16 | 8  | 10 | 52 | 49 | +3  |
|  | 3.   | Real Salt Lake      | 53 | 34 | 16 | 5  | 13 | 46 | 41 | +5  |
|  | 4.   | Minnesota Utd       | 53 | 34 | 15 | 8  | 11 | 52 | 43 | +9  |
|  | 5.   | LA Galaxy           | 51 | 34 | 16 | 3  | 15 | 58 | 59 | -1  |
|  | 6.   | Portland Timbers    | 49 | 34 | 14 | 7  | 13 | 52 | 49 | +3  |
|  | 7.   | FC Dallas           | 48 | 34 | 13 | 9  | 12 | 54 | 46 | +8  |
|  | 8.   | S.J. Earthquakes    | 44 | 34 | 13 | 5  | 16 | 52 | 55 | -3  |
|  | 9.   | Colorado Rapids     | 42 | 34 | 12 | 6  | 16 | 58 | 63 | -5  |
|  | 10.  | Houston Dynamo      | 40 | 34 | 12 | 4  | 18 | 49 | 59 | -10 |
|  | 11.  | Sporting K.C.       | 38 | 34 | 10 | 8  | 16 | 49 | 67 | -18 |
|  | 12.  | Vancouver Whitecaps | 34 | 34 | 8  | 10 | 16 | 37 | 59 | -22 |

Legenda:
      Ammessa alle semifinali di Conference dei play-off.
      Ammesse al primo turno dei play-off.

### Classifica generale
La squadra prima classificata in questa classifica vince il Supporters’ Shield.
|  | Pos. | Squadra             | Pt | G  | V  | N  | P  | GF | GS | DR  |
|  | ---- | ------------------- | -- | -- | -- | -- | -- | -- | -- | --- |
|  | 1.   | Los Angeles FC      | 72 | 34 | 21 | 9  | 4  | 85 | 37 | +48 |
|  | 2.   | New York City       | 64 | 34 | 18 | 10 | 6  | 63 | 42 | +21 |
|  | 3.   | Atlanta United      | 58 | 34 | 18 | 4  | 12 | 58 | 43 | +15 |
|  | 4.   | Seattle Sounders    | 56 | 34 | 16 | 8  | 10 | 52 | 49 | +3  |
|  | 5.   | Philadelphia Union  | 55 | 34 | 16 | 7  | 11 | 58 | 50 | +8  |
|  | 6.   | Real Salt Lake      | 53 | 34 | 16 | 5  | 13 | 46 | 41 | +5  |
|  | 7.   | Minnesota Utd       | 53 | 34 | 15 | 8  | 11 | 52 | 43 | +9  |
|  | 8.   | LA Galaxy           | 51 | 34 | 16 | 3  | 15 | 58 | 59 | -1  |
|  | 9.   | Toronto FC          | 50 | 34 | 13 | 11 | 10 | 57 | 52 | +5  |
|  | 10.  | D.C. United         | 50 | 34 | 13 | 11 | 10 | 42 | 38 | +4  |
|  | 11.  | Portland Timbers    | 49 | 34 | 14 | 7  | 13 | 52 | 49 | +3  |
|  | 12.  | N.Y. Red Bulls      | 48 | 34 | 14 | 6  | 14 | 53 | 51 | +2  |
|  | 13.  | FC Dallas           | 48 | 34 | 13 | 9  | 12 | 54 | 46 | +8  |
|  | 14.  | N.E. Revolution     | 45 | 34 | 11 | 12 | 11 | 50 | 57 | -7  |
|  | 15.  | S.J. Earthquakes    | 44 | 34 | 13 | 5  | 16 | 52 | 55 | -3  |
|  | 16.  | Colorado Rapids     | 42 | 34 | 12 | 6  | 16 | 58 | 63 | -5  |
|  | 17.  | Chicago Fire        | 42 | 34 | 10 | 12 | 12 | 55 | 47 | +8  |
|  | 18.  | Montréal Impact     | 41 | 34 | 12 | 5  | 17 | 47 | 60 | -13 |
|  | 19.  | Houston Dynamo      | 40 | 34 | 12 | 4  | 18 | 49 | 59 | -10 |
|  | 20.  | Columbus Crew       | 38 | 34 | 10 | 8  | 16 | 39 | 47 | -8  |
|  | 21.  | Sporting K.C.       | 38 | 34 | 10 | 8  | 16 | 49 | 67 | -18 |
|  | 22.  | Orlando City        | 37 | 34 | 9  | 10 | 15 | 44 | 52 | -8  |
|  | 23.  | Vancouver Whitecaps | 34 | 34 | 8  | 10 | 16 | 37 | 59 | -22 |
|  | 24.  | FC Cincinnati       | 24 | 34 | 6  | 6  | 22 | 31 | 75 | -44 |

Legenda:

      Vincitrice della MLS e qualificata alla CONCACAF Champions League 2020
      Qualificate alla CONCACAF Champions League 2020:
- Los Angeles FC vincitore del Supporters' Shield
- New York City primo classificato in Eastern Conference
- Atlanta United vincitore della U.S. Open Cup 2019
- Montréal Impact vincitore del Canadian Championship 2019

In caso di arrivo a pari punti:
1. Maggior numero di vittorie;
2. Differenza reti;
3. Gol fatti;
4. Minor numero di punti disciplinari nella League Fair Play table Archiviato il 5 luglio 2020 in Internet Archive.;
5. Differenza reti in trasferta;
6. Gol fatti in trasferta;
7. Differenza reti in casa;
8. Gol fatti in casa;
9. Lancio della moneta (2 squadre) o estrazione a sorte (3 o più squadre).

## Risultati
Leggendo per riga si avranno i risultati casalinghi della squadra indicata in prima colonna, mentre leggendo per colonna si avranno i risultati in trasferta della squadra in prima riga.
|                     | ATL | CHI | CIN | COL | CLB | DAL | DCU | HOU | LAF | LAG | MNU | MTL | NER | NYC | NYR | ORL | PHI | POR | RSL | SJE | SEA | SKC | TOR | VAN |
| ------------------- | --- | --- | --- | --- | --- | --- | --- | --- | --- | --- | --- | --- | --- | --- | --- | --- | --- | --- | --- | --- | --- | --- | --- | --- |
| Atlanta United      |     | 2-0 | 1-1 | 1-0 | 1-3 | 1-2 | 2-0 | 5-0 |     | 3-0 | 3-0 | 2-1 | 3-1 | 2-1 | 3-3 | 1-0 | 1-1 |     |     | 3-1 |     |     | 2-0 |     |
| Chicago Fire        | 5-1 |     | 1-2 | 4-1 | 2-2 | 4-0 | 0-0 |     |     |     | 2-0 | 3-2 | 5-0 | 1-1 | 1-0 | 1-1 | 2-0 |     | 1-1 |     | 2-4 |     | 2-2 | 1-1 |
| FC Cincinnati       | 0-2 | 0-0 |     |     | 1-3 |     | 1-4 | 3-2 |     | 0-2 |     | 2-1 | 0-2 | 1-4 | 0-2 | 1-1 | 0-2 | 3-0 | 0-3 |     |     | 1-1 | 1-5 | 1-2 |
| Colorado Rapids     |     |     | 3-1 |     | 3-2 | 3-0 | 2-3 | 1-4 | 1-0 | 2-1 | 1-0 | 6-3 | 1-2 | 1-2 |     |     |     | 3-3 | 2-3 | 2-1 | 2-0 | 1-1 |     | 2-3 |
| Columbus Crew       | 2-0 | 1-1 | 2-2 |     |     | 1-0 | 0-1 |     | 0-3 | 3-1 |     | 2-1 | 1-0 | 2-2 | 1-1 | 0-2 | 2-0 | 1-3 |     |     | 1-2 | 0-1 | 2-2 |     |
| FC Dallas           |     |     | 3-1 | 2-1 |     |     | 2-0 | 5-1 | 1-1 | 2-0 | 5-3 |     | 1-1 | 1-1 | 1-3 |     |     | 2-1 | 0-0 | 0-0 | 2-1 | 6-0 | 3-0 | 2-2 |
| D.C. United         | 2-0 | 3-3 | 0-0 |     | 3-1 |     |     |     | 0-4 | 2-1 |     | 0-0 | 2-2 | 0-2 | 1-2 | 1-0 | 1-5 |     | 5-0 | 1-1 | 2-0 | 1-0 | 1-1 |     |
| Houston Dynamo      |     | 0-1 |     | 2-2 | 2-0 | 2-1 | 2-1 |     | 1-3 | 4-2 | 2-0 | 2-1 |     |     | 4-0 | 2-1 |     | 1-1 | 1-1 | 2-1 | 0-1 | 1-1 |     | 3-2 |
| Los Angeles FC      | 4-3 | 0-0 | 2-0 | 3-1 |     | 2-0 |     | 3-1 |     | 3-3 | 0-2 | 4-2 |     |     | 4-2 |     |     | 4-1 | 2-1 | 4-0 | 4-1 | 2-1 | 1-1 | 6-1 |
| LA Galaxy           |     | 2-1 |     | 0-1 |     | 2-0 |     | 2-1 | 3-2 |     | 3-2 | 2-1 | 1-2 | 0-2 |     |     | 2-0 | 2-1 | 2-1 | 1-3 | 2-2 | 7-2 | 2-0 | 3-4 |
| Minnesota United    |     |     | 7-1 | 1-0 | 1-0 | 1-0 | 1-0 | 1-0 | 1-1 | 0-0 |     |     |     | 3-3 |     | 1-1 | 2-3 | 1-0 | 3-1 | 3-1 | 1-1 | 2-1 |     | 0-0 |
| Montréal Impact     | 1-1 | 1-0 | 0-1 |     | 1-0 | 3-3 | 0-3 |     |     |     | 2-3 |     | 0-0 | 0-2 | 3-0 | 0-3 | 4-0 | 2-1 | 2-1 |     | 2-1 |     | 0-2 | 2-1 |
| N.E. Revolution     | 0-2 | 2-1 | 0-2 |     | 0-2 |     | 1-1 | 2-1 | 0-2 |     | 2-1 | 0-3 |     | 2-0 | 1-0 | 4-1 | 1-1 |     | 0-0 | 3-1 |     |     | 1-1 | 4-0 |
| New York City       | 4-1 | 1-0 | 5-2 |     | 1-0 |     | 0-0 | 3-2 | 2-2 |     |     | 0-0 | 2-1 |     | 2-1 | 1-1 | 4-2 | 0-1 |     | 2-1 | 3-0 | 3-1 | 1-1 |     |
| N.Y. Red Bulls      | 1-0 | 3-1 | 1-0 | 0-2 | 2-3 |     | 0-0 |     |     | 3-2 | 1-2 | 1-2 | 1-1 | 2-1 |     | 0-1 | 2-0 |     | 4-0 | 4-1 |     |     | 2-0 | 2-2 |
| Orlando City        | 0-1 | 2-5 | 5-1 | 4-3 | 1-0 | 2-0 | 1-2 |     | 2-2 | 0-1 |     | 1-3 | 3-3 | 2-2 | 0-1 |     | 1-3 |     |     |     |     | 1-0 | 0-2 | 1-0 |
| Philadelphia Union  | 3-1 | 2-0 | 2-0 | 1-1 | 3-0 | 2-1 | 3-1 | 2-1 | 1-1 |     |     | 3-0 | 6-1 | 1-2 | 3-2 | 2-2 |     | 1-3 |     |     | 0-0 |     | 1-3 |     |
| Portland Timbers    | 0-2 | 3-2 |     | 2-2 |     | 1-0 | 0-1 | 4-0 | 2-3 | 4-0 | 0-0 |     | 2-2 |     | 0-2 | 1-1 |     |     | 1-0 | 3-1 | 1-2 | 2-1 |     | 3-1 |
| Real Salt Lake      | 2-1 |     |     | 2-0 | 1-0 | 2-4 |     | 2-1 | 0-2 | 1-2 | 1-1 |     |     | 3-1 |     | 2-1 | 4-0 | 1-2 |     | 1-0 | 3-0 | 2-0 | 3-0 | 1-0 |
| S.J. Earthquakes    |     | 4-1 | 1-0 | 3-1 | 1-1 | 2-2 |     | 2-0 | 0-5 | 3-0 | 0-3 | 1-2 |     |     |     | 3-0 | 1-2 | 3-0 | 1-0 |     | 0-1 | 4-1 |     | 3-1 |
| Seattle Sounders    | 2-1 |     | 4-1 | 2-0 |     | 0-0 |     | 1-0 | 1-1 | 4-3 | 1-0 |     | 3-3 |     | 4-2 | 2-1 |     | 1-2 | 1-0 | 2-2 |     | 2-3 | 3-2 | 1-0 |
| Sporting K.C.       | 0-3 | 1-0 |     | 2-3 |     | 0-2 |     | 1-0 | 1-5 | 0-2 | 1-0 | 7-1 | 4-4 |     | 2-2 |     | 2-0 | 2-2 | 1-2 | 2-1 | 3-2 |     |     | 1-1 |
| Toronto FC          | 3-2 | 2-2 | 2-1 | 3-2 | 1-0 |     | 0-0 | 1-3 |     |     | 4-3 | 2-1 | 3-2 | 4-0 | 3-1 | 1-1 | 1-2 | 1-2 |     | 1-2 |     | 2-2 |     |     |
| Vancouver Whitecaps | 0-1 |     |     | 2-2 | 1-1 | 2-1 | 1-0 | 2-1 | 1-0 | 0-2 | 2-3 |     |     | 1-3 |     |     | 1-1 | 1-0 | 0-1 | 1-3 | 0-0 | 0-3 | 1-1 |     |

Fonte: MLSsoccer.com Archiviato il 12 gennaio 2020 in Internet Archive.

## Play-off

### Tabellone
|  | Primo turno | Primo turno              | Primo turno |  |    | Semifinali di Conference | Semifinali di Conference | Semifinali di Conference |  |    | Finali di Conference | Finali di Conference | Finali di Conference |  |    | Finale MLS       | Finale MLS | Finale MLS |
|  |             |                          |             |  |    |                          |                          |                          |  |    |                      |                      |                      |  |    |                  |            |            |
|  |             |                          |             |  |    | W1                       | Los Angeles FC           | 5                        |  |    |                      |                      |                      |  |    |                  |            |            |
|  |             |                          |             |  |    | W1                       | Los Angeles FC           | 5                        |  |    |                      |                      |                      |  |    |                  |            |            |
|  |             |                          |             |  |    | W5                       | LA Galaxy                | 3                        |  |    |                      |                      |                      |  |    |                  |            |            |
|  | W4          | Minnesota Utd            | 1           |  |    | W5                       | LA Galaxy                | 3                        |  |    |                      |                      |                      |  |    |                  |            |            |
|  | W4          | Minnesota Utd            | 1           |  |    |                          |                          |                          |  |    |                      |                      |                      |  |    |                  |            |            |
|  | W5          | LA Galaxy                | 2           |  |    |                          |                          |                          |  |    |                      |                      |                      |  |    |                  |            |            |
|  | W5          | LA Galaxy                | 2           |  |    |                          |                          |                          |  | W1 | Los Angeles FC       | 1                    |                      |  |    |                  |            |            |
|  |             |                          |             |  |    |                          |                          |                          |  | W1 | Los Angeles FC       | 1                    |                      |  |    |                  |            |            |
|  |             |                          |             |  |    |                          |                          |                          |  |    | W2                   | Seattle Sounders     | 3                    |  |    |                  |            |            |
|  | W2          | Seattle Sounders (dts)   | 4           |  |    |                          |                          |                          |  |    | W2                   | Seattle Sounders     | 3                    |  |    |                  |            |            |
|  | W2          | Seattle Sounders (dts)   | 4           |  |    |                          |                          |                          |  |    |                      |                      |                      |  |    |                  |            |            |
|  | W7          | FC Dallas                | 3           |  |    |                          |                          |                          |  |    |                      |                      |                      |  |    |                  |            |            |
|  | W7          | FC Dallas                | 3           |  | W2 | Seattle Sounders         | 2                        |                          |  |    |                      |                      |                      |  |    |                  |            |            |
|  |             |                          |             |  |    |                          |                          |                          |  |    |                      |                      |                      |  |    |                  |            |            |
|  |             |                          |             |  |    | W3                       | Real Salt Lake           | 0                        |  |    |                      |                      |                      |  |    |                  |            |            |
|  | W3          | Real Salt Lake           | 2           |  |    |                          |                          |                          |  |    |                      |                      |                      |  |    |                  |            |            |
|  | W3          | Real Salt Lake           | 2           |  |    |                          |                          |                          |  |    |                      |                      |                      |  |    |                  |            |            |
|  | W6          | Portland Timbers         | 1           |  |    |                          |                          |                          |  |    |                      |                      |                      |  |    |                  |            |            |
|  | W6          | Portland Timbers         | 1           |  |    |                          |                          |                          |  |    |                      |                      |                      |  | W2 | Seattle Sounders | 3          |            |
|  |             |                          |             |  |    |                          |                          |                          |  |    |                      |                      |                      |  | W2 | Seattle Sounders | 3          |            |
|  |             |                          |             |  |    |                          |                          |                          |  |    |                      |                      |                      |  |    | E4               | Toronto FC | 1          |
|  | E2          | Atlanta United           | 1           |  |    |                          |                          |                          |  |    |                      |                      |                      |  |    | E4               | Toronto FC | 1          |
|  | E2          | Atlanta United           | 1           |  |    |                          |                          |                          |  |    |                      |                      |                      |  |    |                  |            |            |
|  | E7          | N.E. Revolution          | 0           |  |    |                          |                          |                          |  |    |                      |                      |                      |  |    |                  |            |            |
|  | E7          | N.E. Revolution          | 0           |  | E2 | Atlanta United           | 2                        |                          |  |    |                      |                      |                      |  |    |                  |            |            |
|  |             |                          |             |  | E2 | Atlanta United           | 2                        |                          |  |    |                      |                      |                      |  |    |                  |            |            |
|  |             |                          |             |  |    | E3                       | Philadelphia Union       | 0                        |  |    |                      |                      |                      |  |    |                  |            |            |
|  | E3          | Philadelphia Union (dts) | 4           |  |    |                          |                          |                          |  |    |                      |                      |                      |  |    |                  |            |            |
|  | E3          | Philadelphia Union (dts) | 4           |  |    |                          |                          |                          |  |    |                      |                      |                      |  |    |                  |            |            |
|  | E6          | N.Y. Red Bulls           | 3           |  |    |                          |                          |                          |  |    |                      |                      |                      |  |    |                  |            |            |
|  | E6          | N.Y. Red Bulls           | 3           |  |    |                          |                          |                          |  | E2 | Atlanta United       | 1                    |                      |  |    |                  |            |            |
|  |             |                          |             |  |    |                          |                          |                          |  | E2 | Atlanta United       | 1                    |                      |  |    |                  |            |            |
|  |             |                          |             |  |    |                          |                          |                          |  |    | E4                   | Toronto FC           | 2                    |  |    |                  |            |            |
|  |             |                          |             |  |    |                          |                          |                          |  |    | E4                   | Toronto FC           | 2                    |  |    |                  |            |            |
|  |             |                          |             |  |    |                          |                          |                          |  |    |                      |                      |                      |  |    |                  |            |            |
|  |             |                          |             |  |    |                          |                          |                          |  |    |                      |                      |                      |  |    |                  |            |            |
|  |             |                          |             |  |    | E1                       | New York City            | 1                        |  |    |                      |                      |                      |  |    |                  |            |            |
|  |             |                          |             |  |    | E1                       | New York City            | 1                        |  |    |                      |                      |                      |  |    |                  |            |            |
|  |             |                          |             |  |    | E4                       | Toronto FC               | 2                        |  |    |                      |                      |                      |  |    |                  |            |            |
|  | E4          | Toronto FC (dts)         | 5           |  |    | E4                       | Toronto FC               | 2                        |  |    |                      |                      |                      |  |    |                  |            |            |
|  | E4          | Toronto FC (dts)         | 5           |  |    |                          |                          |                          |  |    |                      |                      |                      |  |    |                  |            |            |
|  | E5          | D.C. United              | 1           |  |    |                          |                          |                          |  |    |                      |                      |                      |  |    |                  |            |            |
|  | E5          | D.C. United              | 1           |  |    |                          |                          |                          |  |    |                      |                      |                      |  |    |                  |            |            |

### Primo turno
| Arbitro: | Kevin Stott |

|             |           |  |
| Escobar 70’ | Marcatori |  |

| Arbitro: | Nima Saghafi |

|                                   |           |                                  |
| Ruidiaz 18’ Morris 22’, 74’, 113’ | Marcatori | 39’ Cannon 63’ Hedges 82’ Acosta |

| Arbitro: | Allen Chapman |

|                                                       |           |                 |
| Delgado 32’ Laryea 93’ Osorio 95’, 103’ DeLeon 105+1’ | Marcatori | 90+3’ Rodriguez |

| Arbitro: | Ismail Elfath |

|                           |           |              |
| Kreilach 28’ Savarino 87’ | Marcatori | 47’ Asprilla |

| Arbitro: | Chris Penso |

|                                                        |           |                                 |
| Bedoya 30’ Elliott 52’ Picault 78’ Marco Fabián 105+1’ | Marcatori | 6’ Sims 24’ Parker 45+4’ Barlow |

| Arbitro: | Ted Unkel |

|            |           |                            |
| Gregus 87’ | Marcatori | 71’ Lletget 75’ dos Santos |

### Semifinali di Conference
| Arbitro: | Jair Marrufo |

|             |           |                         |
| Tajouri 69’ | Marcatori | 47’, 90’ (rig.) Pozuelo |

| Arbitro: | Alan Kelly |

|                          |           |  |
| Svensson 64’ Lodeiro 81’ | Marcatori |  |

| Arbitro: | Ismail Elfath |

|                          |           |  |
| Gressel 10’ Martinez 80’ | Marcatori |  |

| Arbitro: | Kevin Stott |

|                                           |           |                                         |
| Vela 16’, 40’ Rossi 66’ Diomandé 68’, 80’ | Marcatori | 41’ Pavon 55’ Ibrahimović 77’ Feltscher |

### Finali di Conference
| Arbitro: | Jair Marrufo |

|             |           |                              |
| Atuesta 17’ | Marcatori | 22’, 64’ Ruidiaz 26’ Lodeiro |

| Arbitro: | Alan Kelly |

|            |           |                        |
| Gressel 4’ | Marcatori | 14’ Benezet 78’ DeLeon |

### Finale MLS
| Arbitro: | Allen Chapman |

|                                       |           |                |
| Leerdam 57’ Rodríguez 76’ Ruidiaz 90’ | Marcatori | 90+3’ Altidore |

## Statistiche

### Classifica marcatori regular season
| Gol | Rigori |  | Giocatore          | Squadra            |
| --- | ------ |  | ------------------ | ------------------ |
| 34  | 9      |  | Carlos Vela        | Los Angeles FC     |
| 30  | 6      |  | Zlatan Ibrahimović | LA Galaxy          |
| 27  | 5      |  | Josef Martínez     | Atlanta United     |
| 16  |        |  | Diego Rossi        | Los Angeles FC     |
| 15  |        |  | Heber              | New York City      |
| 15  |        |  | Kacper Przybyłko   | Philadelphia Union |
| 15  |        |  | Chris Wondolowski  | S.J. Earthquakes   |
| 14  | 4      |  | Kei Kamara         | Colorado Rapids    |
| 13  |        |  | C. J. Sapong       | Chicago Fire       |
| 13  | 1      |  | Mauro Manotas      | Houston Dynamo     |
| 13  | 3      |  | Gyasi Zardes       | Columbus Crew      |

(fonte: mlssoccer.com)